# Миясиро

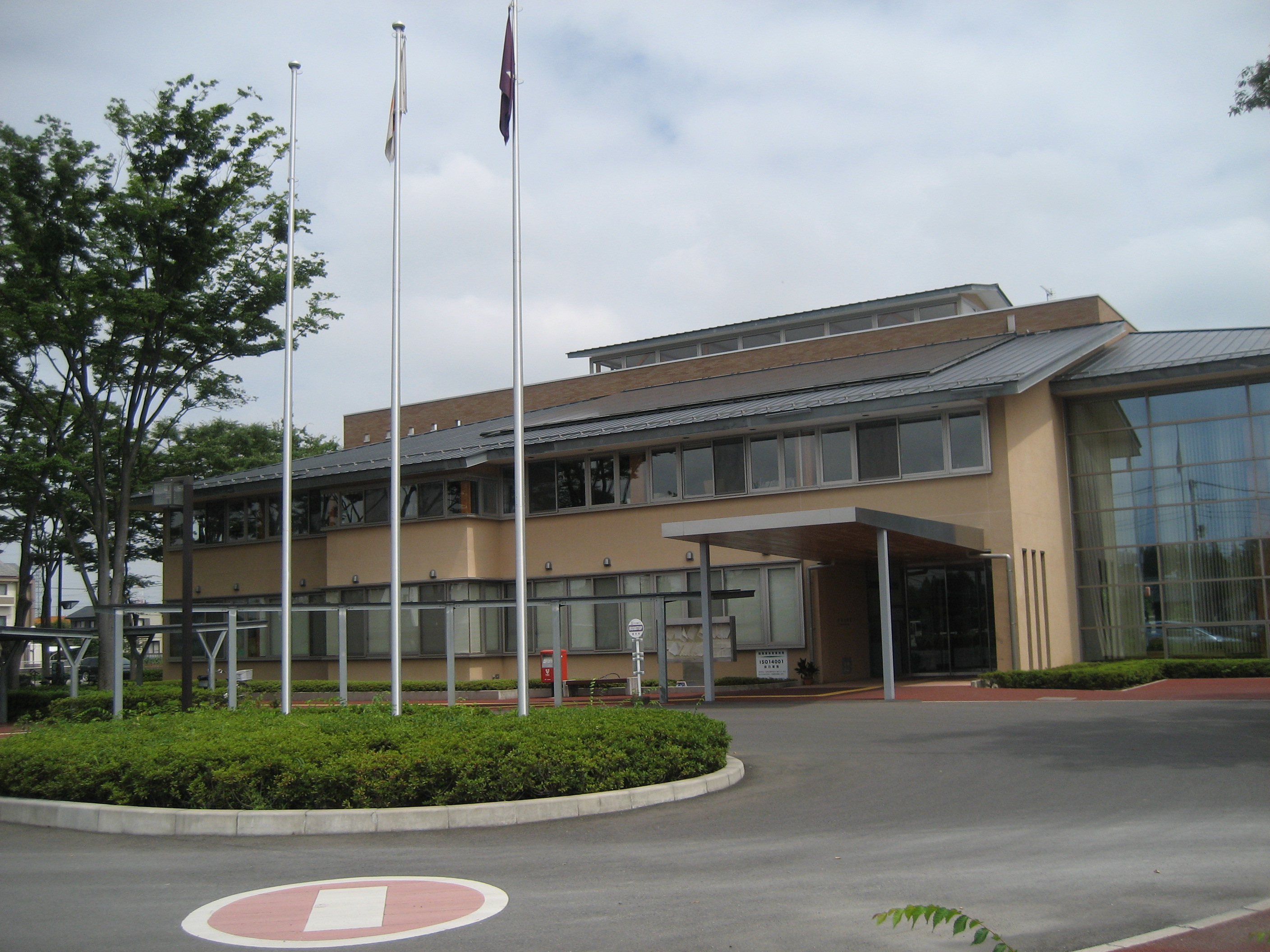
Мэрия посёлка Миясиро

Миясиро (яп. 宮代町 Миясиро-мати) — посёлок в Японии, находящийся в уезде Минамисайтама префектуры Сайтама. Площадь посёлка составляет 15,95 км², население — 33 567 человек (1 августа 2014), плотность населения — 2104,51 чел./км².

## Географическое положение
Посёлок расположен на острове Хонсю в префектуре Сайтама региона Канто. С ним граничат города Касукабе, Куки и посёлки Сугито, Сираока.

## Население
Население посёлка составляет 33 567 человек (1 августа 2014), а плотность — 2104,51 чел./км². Изменение численности населения с 1980 по 2005 годы:
| 1980 | 29 537 чел. |  |
| 1985 | 31 212 чел. |  |
| 1990 | 33 837 чел. |  |
| 1995 | 35 712 чел. |  |
| 2000 | 35 193 чел. |  |
| 2005 | 34 620 чел. |  |

## Символика
Деревом посёлка считается кастанопсис, цветком — Magnolia heptapeta.